# 丁詩瑀
丁詩瑀（1989—），菲律賓籍歌手，父親曾是專業歌手，妹妹也是一位在菲律賓略有名氣的歌手。

## 生平
18岁高中毕业后前往新西兰成为酒吧驻唱歌手。三个月后前往台湾，首先在南投的饭店驻唱。期间遇到其现任丈夫，在其丈夫介绍下，签约可圈娱乐。
2011年，丁詩瑀到台灣時結識了現任丈夫，成為台灣外籍新娘，并開始學習中文。
2013年參與『超級偶像』擔任PK歌手，以其優異的唱功及音域引起華語流行音樂圈譁然。
2015年6月，在菲律宾驻台办事处邀请下，丁诗瑀于新北市板桥举办的菲律宾国庆日活动登台演唱。
2015年9月6日，于河岸留言西门店举办其首场个人小型演唱会“Be Myself做自己”。
約於2017年，與台灣籍丈夫離婚。
2021年7月19日與愛爾蘭籍丈夫Stephen Moor結婚，長住新加坡，據悉丈夫為一名企業家。
2021年11月12日產下雙胞胎女嬰Rean與Lyanna。

## 選秀比賽
- 2013年，首次參加選秀節目『超級偶像』擔任PK歌手。
- 2014年，參加《Super Star 我要當歌手》。
- 2015年，參加北京衛視歌唱真人秀《最美和聲》比賽並入選楊坤战队[3]。

## 外部連結
- 丁詩瑀Birdy的Facebook專頁（页面存档备份，存于）
- 丁詩瑀Birdy的Youtube頻道（页面存档备份，存于）
- 丁詩瑀Birdy的微博